# Силва де Фрейтас, Фабио
Фабио Силва де Фрейтас (порт.-браз. Fábio Silva de Freitas); более известный, как Фабио порт.-браз. Fabinho род. 9 апреля 2002, Натал) — бразильский футболист, полузащитник клуба «Палмейрас».

## Клубная карьера
Фабио — воспитанник клуба «Палмейрас». 3 марта 2021 года в поединке Лиги Паулиста против «Коринтианс» игрок дебютировал за основной состав. 1 декабря в матче против «Куябы» он дебютировал в бразильской Серии A. В 2024 году в поединке против «Коринтианс» игрок забил свой первый гол за «Палмейрас». В составе клуба он стал победителем Кубка Либертадорес (на поле не выходил), а также дважды выиграл чемпионат и Лигу Паулиста.

## Достижения
Клубные
 «Палмейрас»
- Победитель бразильской Серии A (2) — 2022, 2023
- Победитель Лиги Паулиста (2) — 2023, 2024
- Обладатель Кубка Либертадорес (1) — 2021